# Schering Rosenhane (1754–1812)
Schering Rosenhane, född 6 januari 1754 på Torps Säteri i Husby-Oppunda socken, nuvarande Nyköpings kommun, död där 6 november 1812, var en svensk friherre, ämbetsman och historisk författare. Han var son till Tistad slotts byggherre, friherre Fredrik Bengt Rosenhane och dennes hustru, grevinnan Eva Sofia Stenbock. Han var bror till Sophia Rosenhane,
Rosenhane ingick efter studier i Uppsala 1772 i Kungl. Maj:ts kansli. År 1779 antogs han till andre sekreterare i Kabinettet för utrikes brevväxlingen och 1786 befordrades han till förste sekreterare där. Han blev också en verklig föredragande, inte endast för utrikes ärenden, utan även för en mängd andra, vilka Gustav III till hemlighetens bevarande uppdrog åt honom.
År 1792 blev han kansliråd med säte och stämma i Kanslikollegium, men behöll sin förra tjänst till 1800. Efter Kanslikollegiets upplösning 1801 blev han ledamot av Kanslersgillet. I den efter revolutionen 1809 skapade Kanslistyrelsen blev han ledamot med statssekreterarfullmakt. Han höll konferenser med de främmande ministrarna i Stockholm, under det riksdagarna i Örebro 1810 och 1812 pågick, och utnämndes sistnämnda år till överpostdirektör. 
Ett utmärkt minne understödde hans böjelse för historiska undersökningar och han var sålunda medlem i Historiska Sällskapet i Uppsala. Hans samlingar av böcker och manuskript var betydande och de av honom författade avhandlingarna och skrifterna många. Han var ledamot av Vitterhets-, historie- och antikvitetsakademien (1790) och Vetenskapsakademien (1799). 
Schering Rosenhane förblev ogift och med honom utslocknade ätten på svärdssidan. Han är gravsatt i familjegraven i Husby-Oppunda kyrka.